# Ком-Омбо
Ком-Омбо (араб. كوم أمبو, єгипет. Nbwt, Nbjt (Небут, Нубет, Небіт), дав.-гр. Ὄμβοι) — місто на східному березі Нілу за 50 км на північ від Асуана та за 150 км від Луксора. Первинно мав назву Нубет, що у перекладі означає «Місто золота». З арабської Ком-Омбо перекладається як «маленька гора». За часів римського володарювання місто стало грецьким сателітом. Більше відомий завдяки об'єднаному храму Ком-Омбо, збудованому за часів Птолемеїв.

## Географія
Ком-Омбо розташований на півдні Єгипту за 55 км на північ від озера Насер й належить до губернаторства Асуан. Місто пов'язано залізницею з Луксором та Асуаном. Автомобільний шлях поєднує Ком-Омбо з адміністративним центром і через східний берег Нілу веде на південь.
Для міста характерний спекотний пустельний клімат.

## Історія
У Стародавньому Єгипті місто мало назву Нубет і було столицею V ному Харауї. До часів Середнього царства належать лише дві декоровані усипальниці.
За часів античного періоду місто на східному березі Нілу входило до складу області Фіваїда й було столицею ному Омбітес. Через відсутність достатньої кількості води місто мало незначну кількість населення. Натомість місто славилось чудовими храмами та сперечалось у такому сенсі з Дендера. Протистояння двох міст згадував у своїй 15-й сатирі Ювенал.
За часів Птолемеїв у Ком-Омбо було збудовано два храми з каменю, видобутого з кар'єрів Хаджар-селселех. На піщаному пагорбі височів великий Пантеон, присвячений Аполлону та іншим богам ному. На північному заході розташовувався менший храм на честь Ісіди. Вони й нині вражають своєю пишністю та яскравими розписами на стінах.
Птолемей VI Філометор (180–145 до н. е.) розпочав там будівництво незвичайного об'єднаного храму. Одна цегляна стіна була викладена ще за Тутмоса III на честь бога Себека. Фараон зображений там з вимірювальною тростиною й долотом — символами будівництва. Декорування храму було завершено тільки у II–III століттях нашої ери. Одне крило храму присвячено Себеку, богу води й розливу Нілу, який шанувався у вигляді крокодила; інше — сокологоловому богу Гору. Його шанували як главу тріади, до якої входила також його дружина, богиня Тасенетнофрет, та їхній син, бог Панебтауї. Інша божественна тріада Ком-Омбо складалась із Себека, його дружини Хатхор та їхнього сина Хонсу. На карнизі одного з порталів з іменами Птолемея VI Філометора та його дружини Клеопатри II є напис грецькою, що свідчить про зведення чи реконструкцію храму.
У передній частині храму розміщувалось невелике святилище Хатхор. Там у січні 2012 року відкрився музей, де виставлені мумії крокодилів, знайдені у похованнях неподалік. Ці тварини шанувались стародавніми жителями міста, й на монетах ному Омбітес римського періоду зображувався крокодил чи голова бога Себека.
На одній із зовнішніх стін зображений Ніломір, що вимірює рівень води.
Пагорб, на якому стоять храми, був сильно підмитий річкою. Руйнуванню також сприяли землетруси, більш пізні будівничі, які використовували храм як каменоломню. Тривалий час руїни наполовину потопали у піску, але 1893 року Жак де Морган розчистив і відновив стародавній храм. Тим не менше, рельєфи дотепер зберігають своє поліхромне забарвлення. До середини XIX століття перед входом до храму розташовувався маммісі Птолемея VIII.

## Сучасний стан

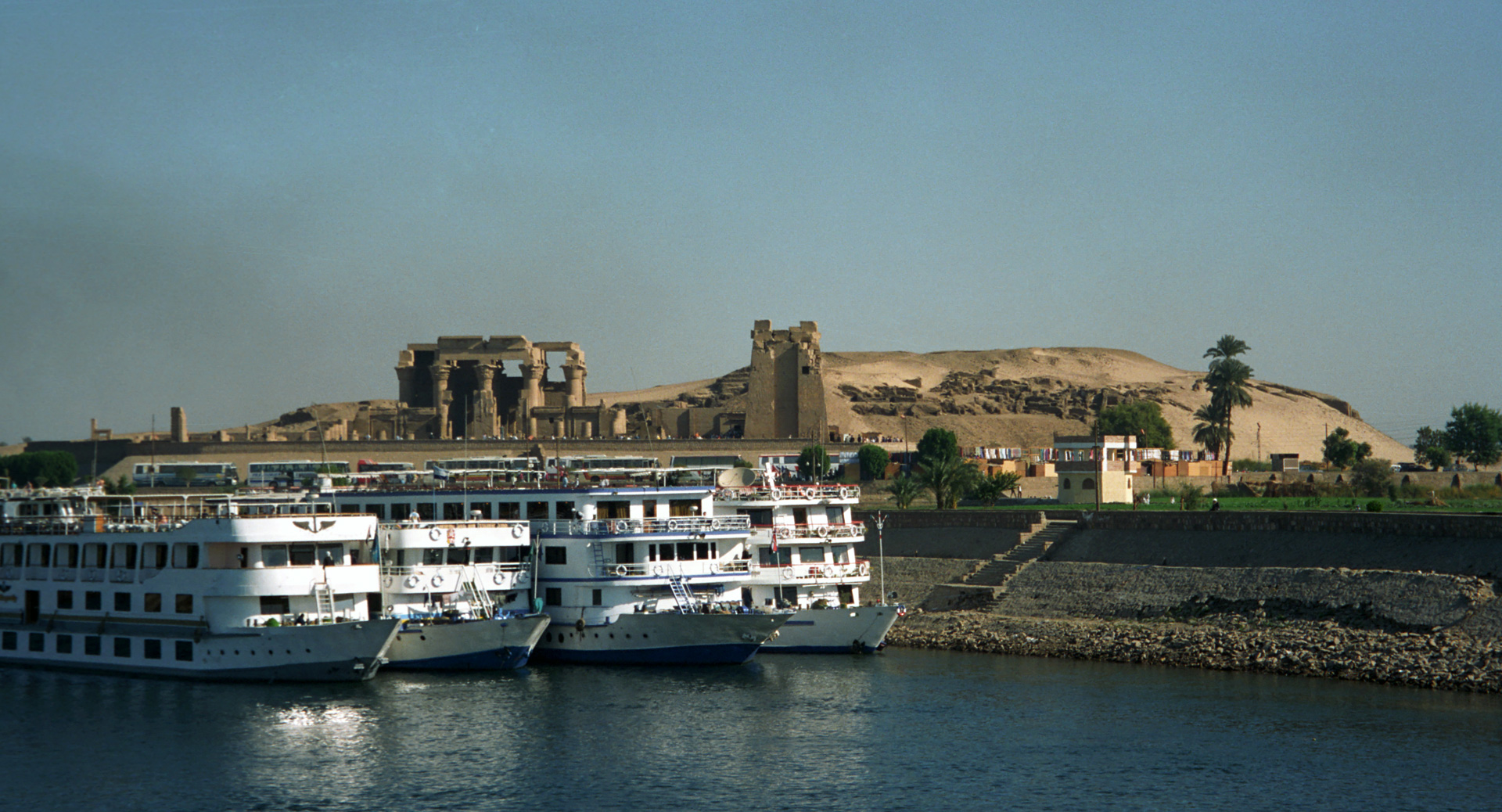
Туристичні теплоходи біля храму в Ком-Омбо

Більшість жителів міста — єгиптяни, також є значна громада нубійців. У 1963–1965 багатьох нубійців розселили по селах у районі Ком-Омбо з території, що прилягає до озера Насер, через підйом рівня води, спричинений будівництвом Асуанської греблі. Нові поселення отримали назви затоплених сіл: Калабша, Амада, Абу Сімбел.
У 2010 уряд Єгипту надав дозвіл на будівництво великої сонячної електростанції в околицях міста.
За 8 кілометрів від Ком-Омбо розташовано село Дарау, де розміщений найбільший у Єгипті ринок верблюдів.

## Галерея
Галерея храму

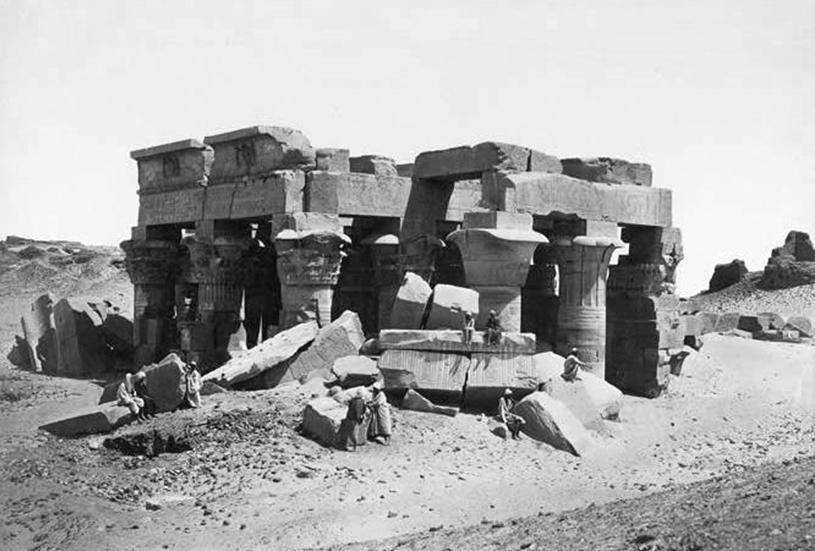
Засипаний піском, світлина 1870-х
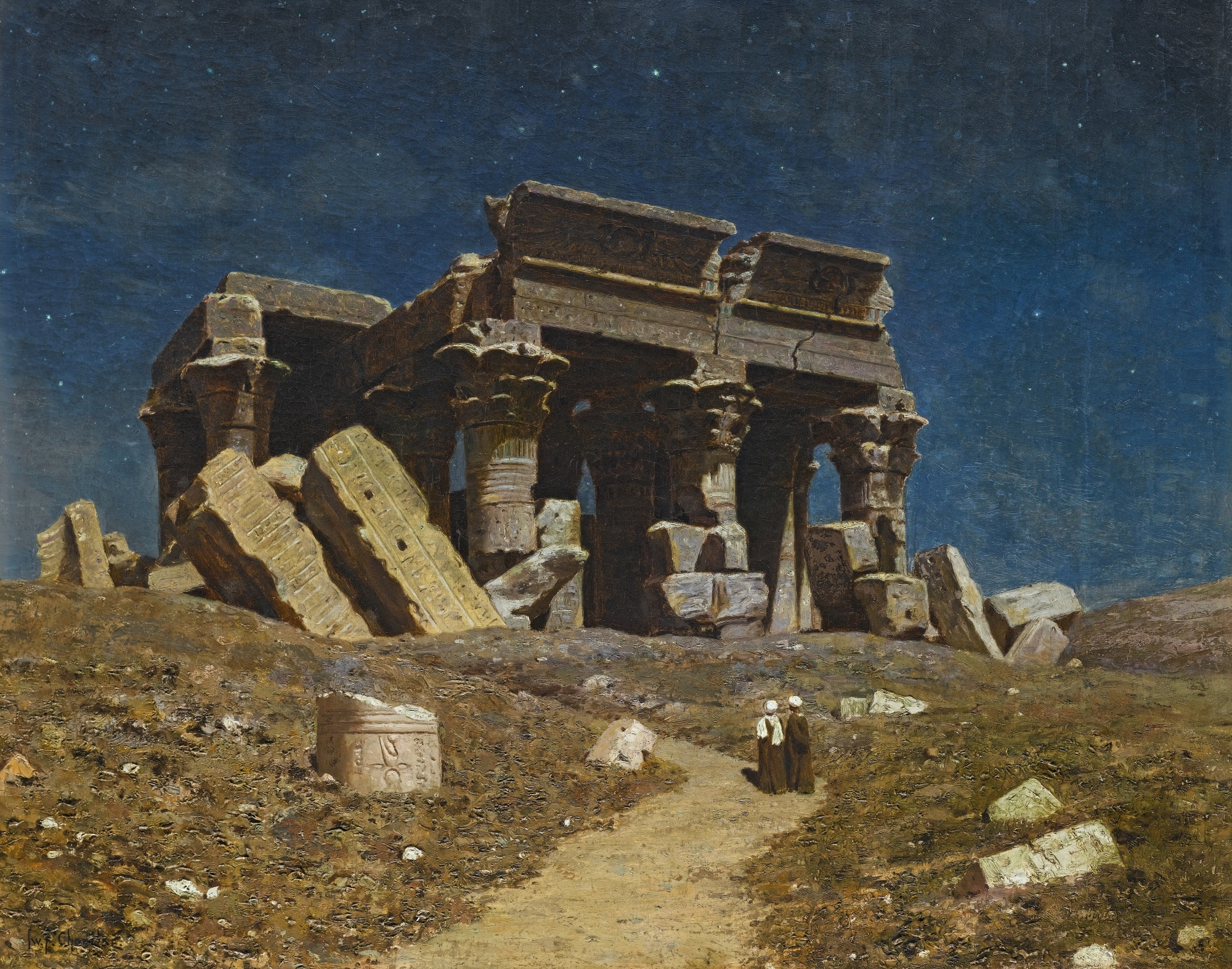
Іван Шульце — Зруйнований храм Ком-Омбо, Єгипет
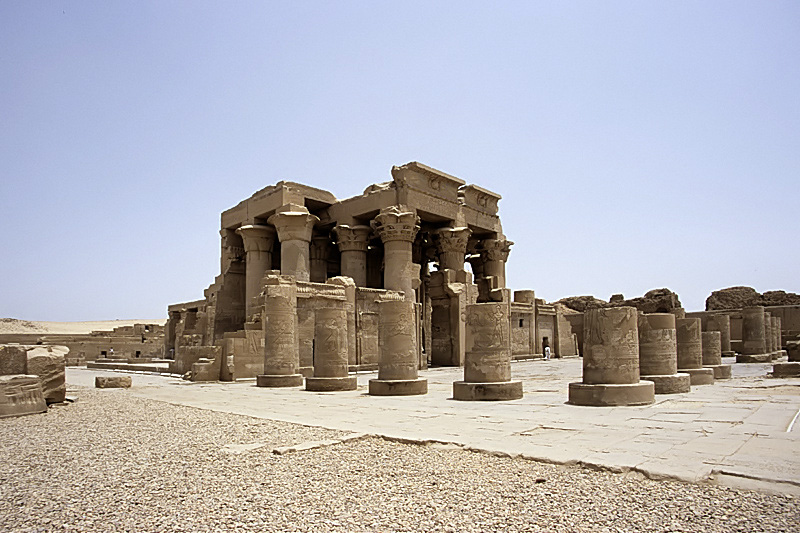
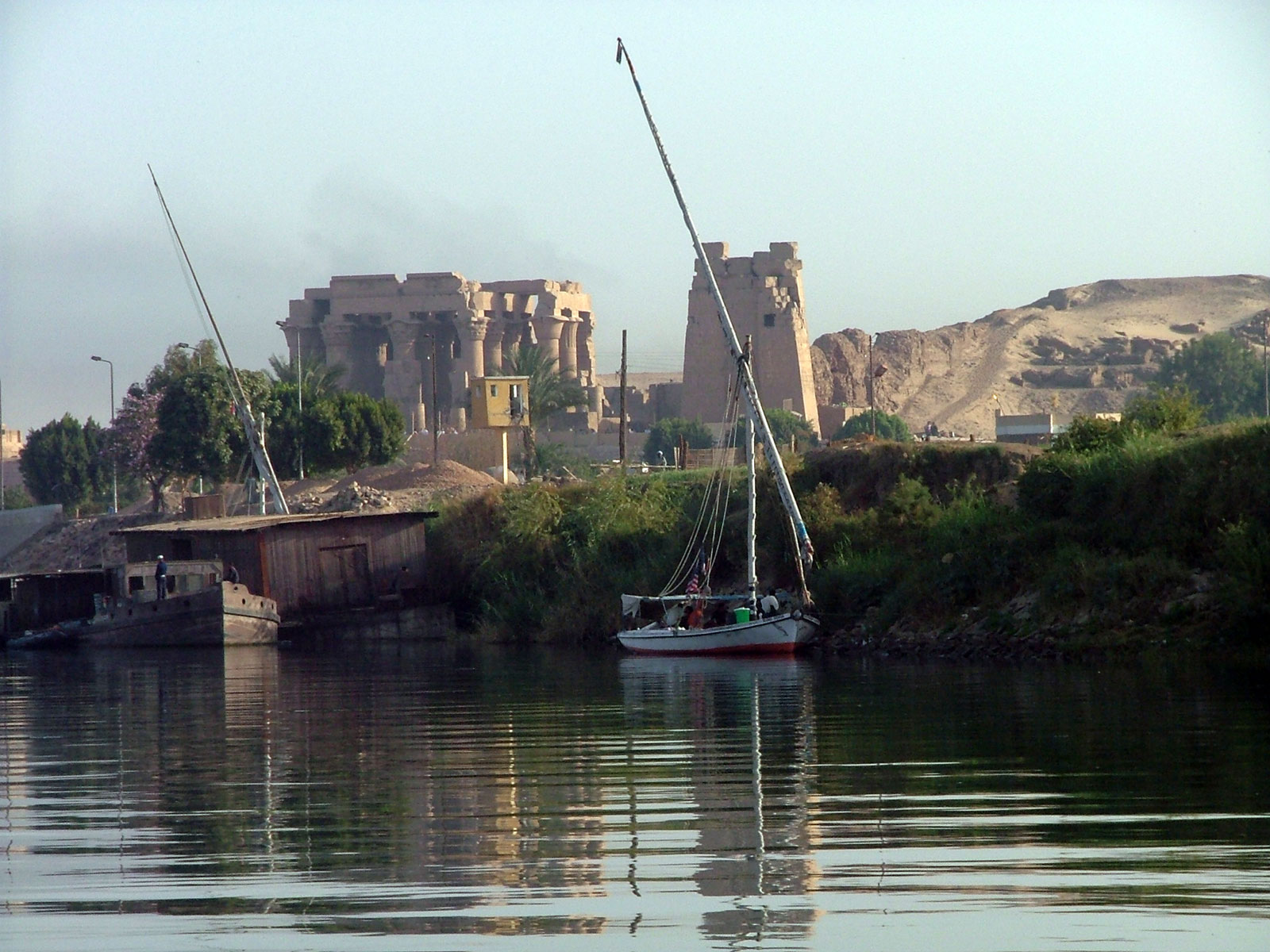
Ком-Омбо. Вид на Ніл
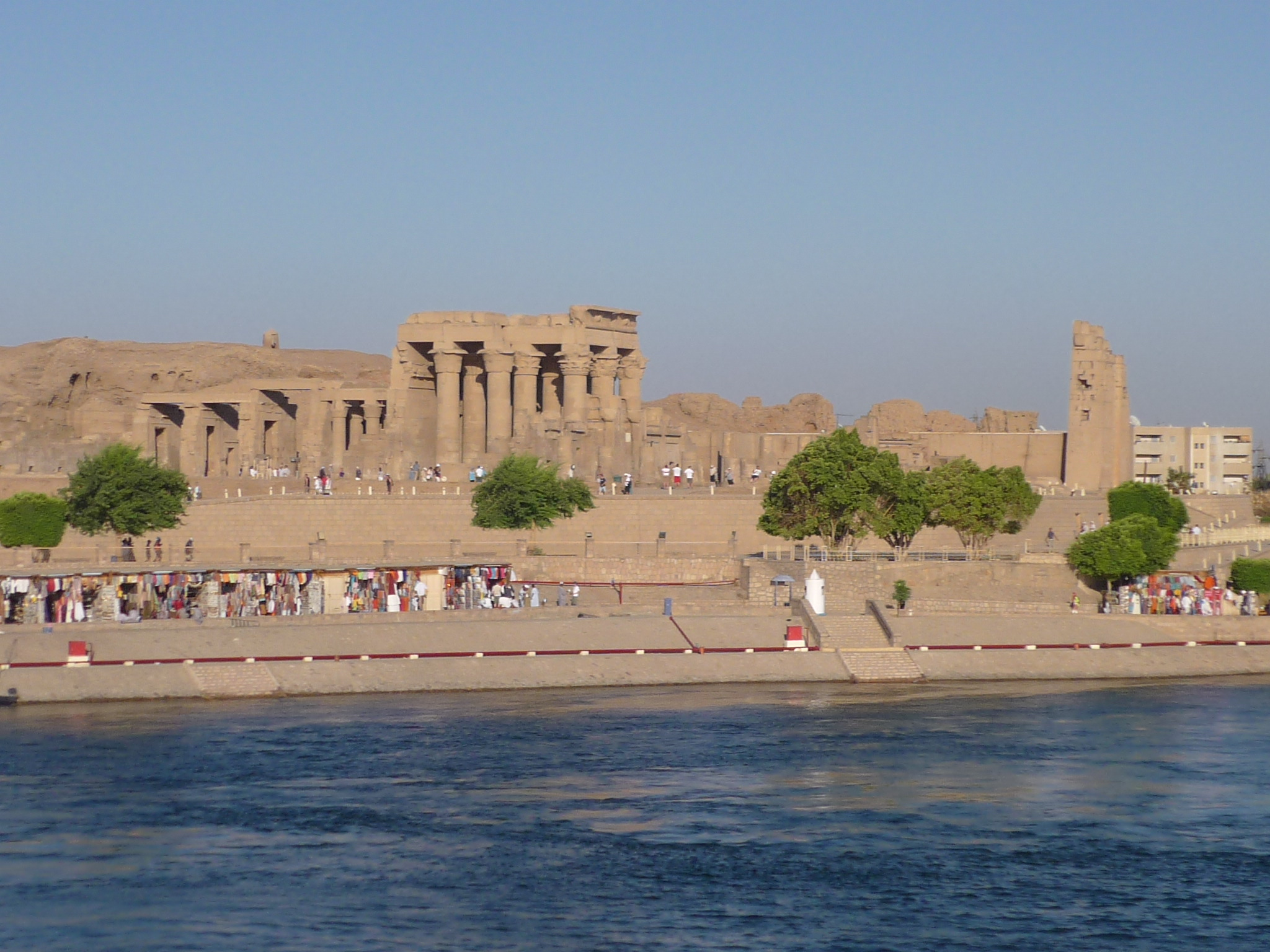
Вид з річки
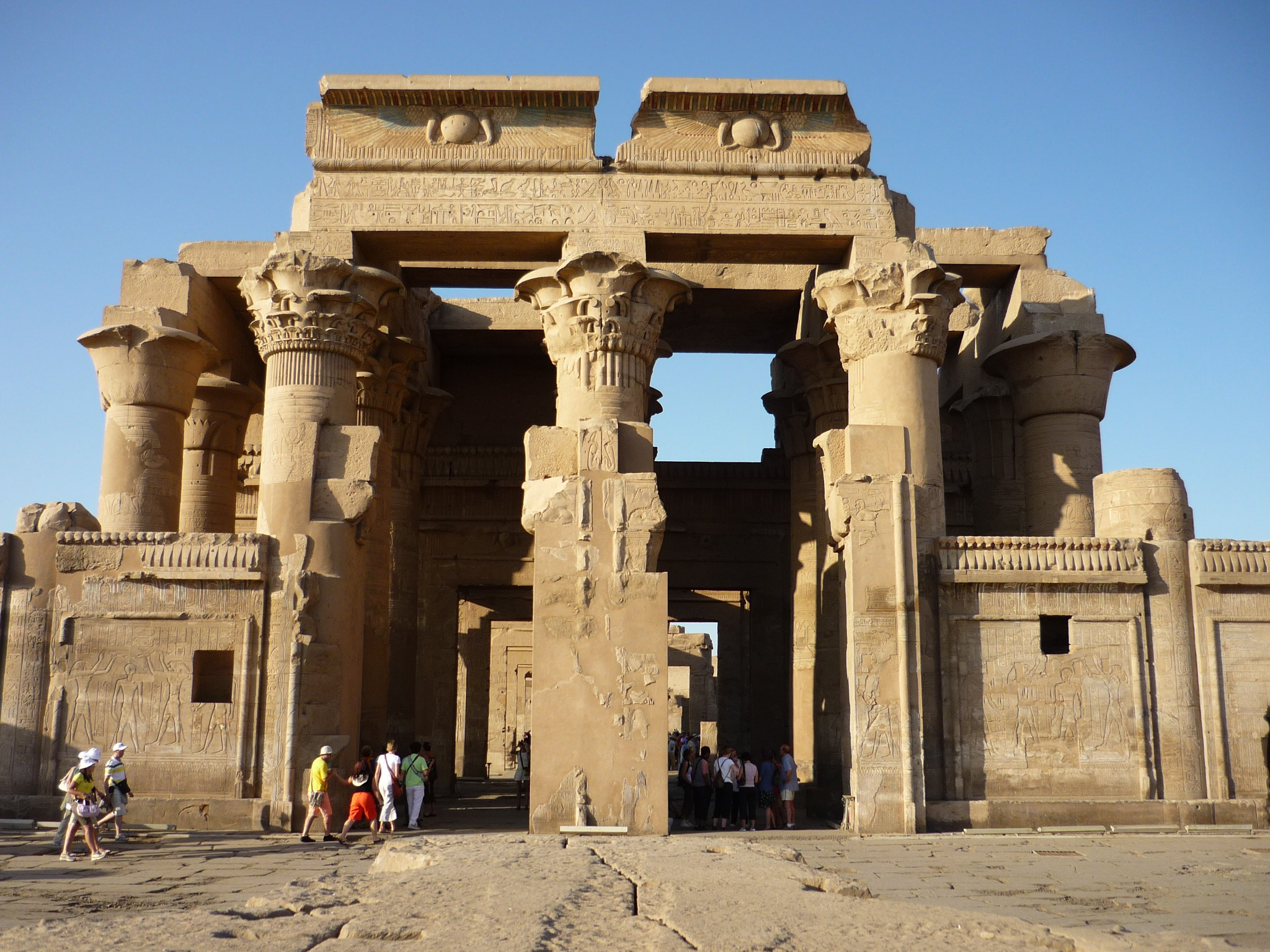
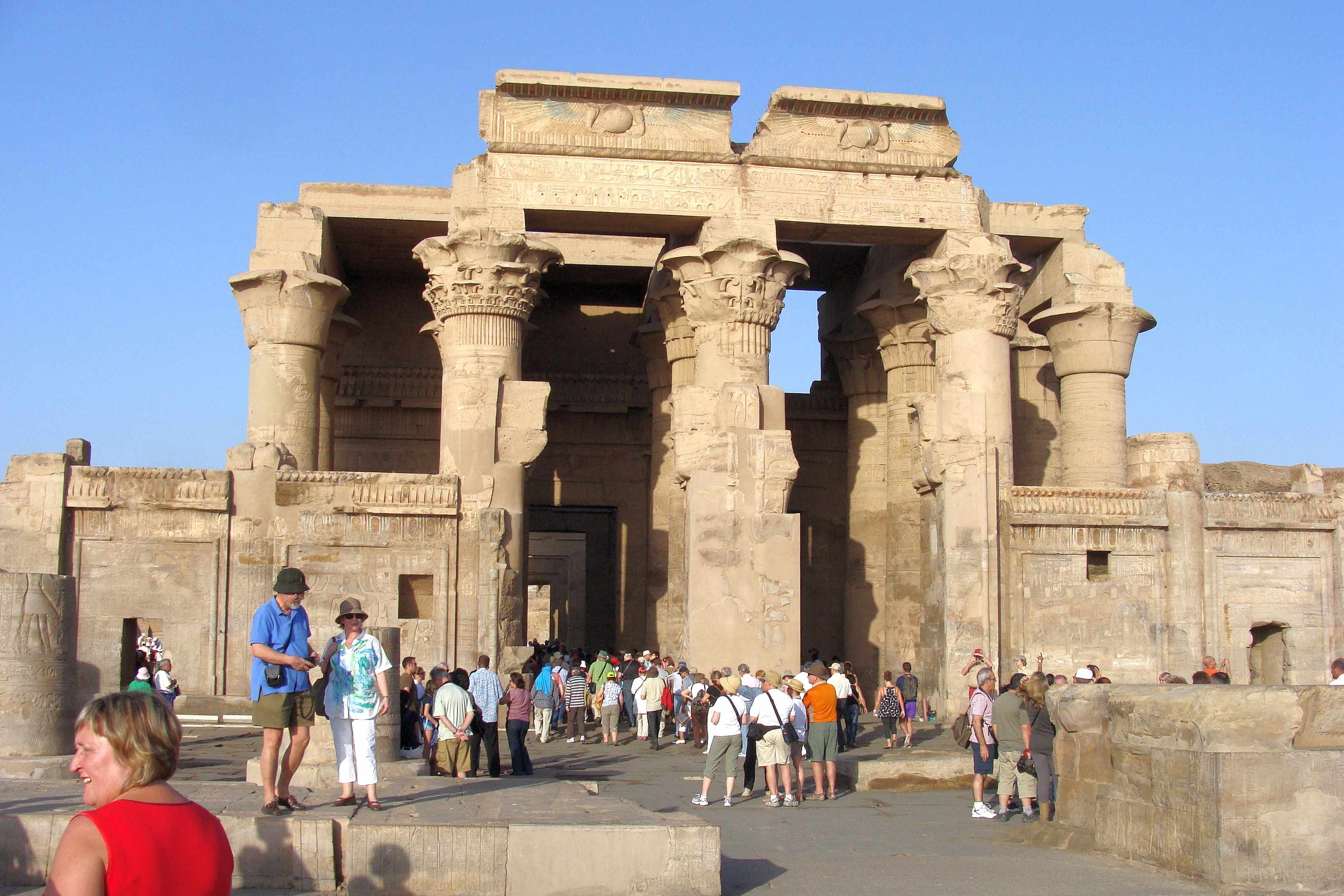
Подвійний вхід храму
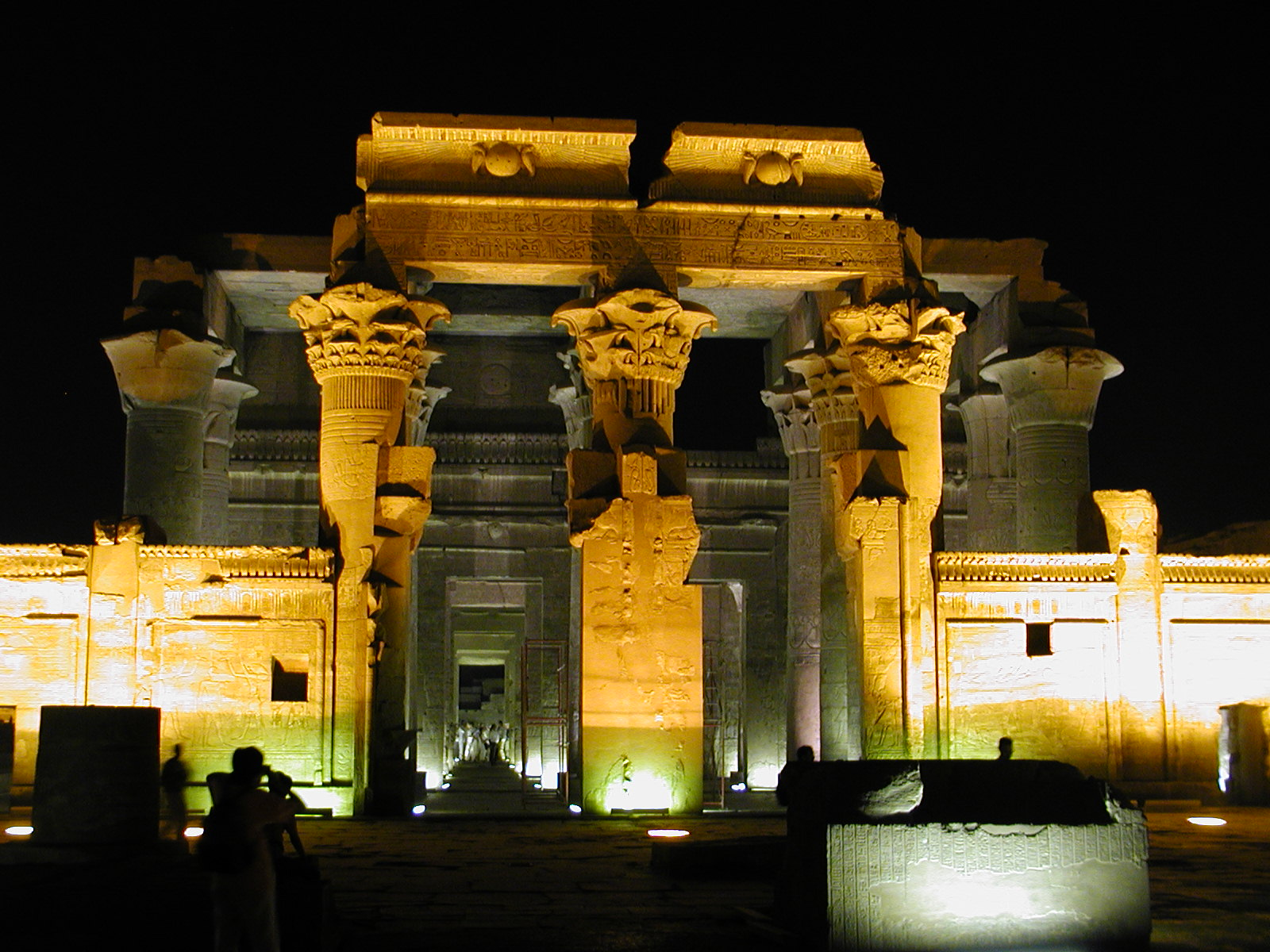
Нічне підсвічування
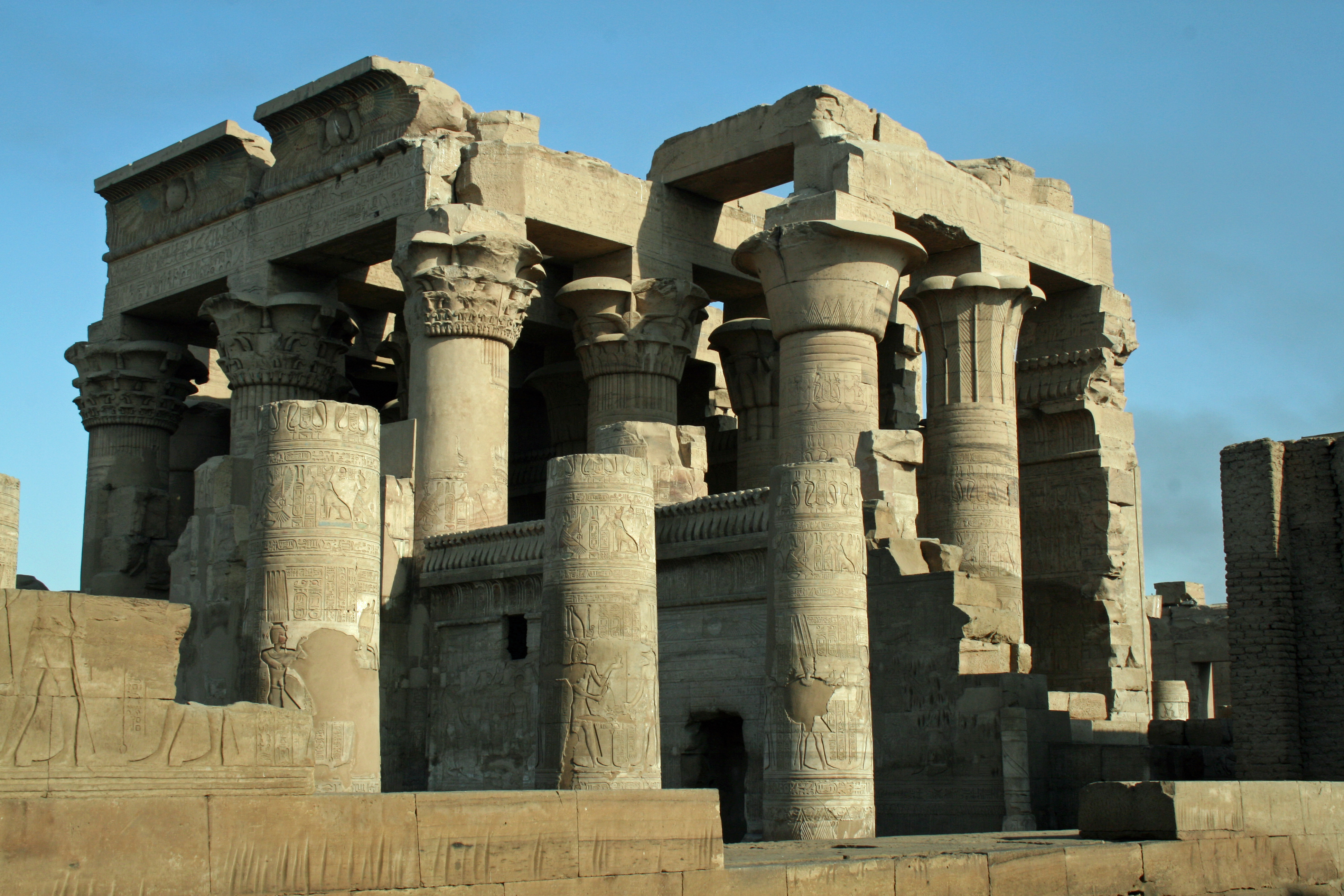
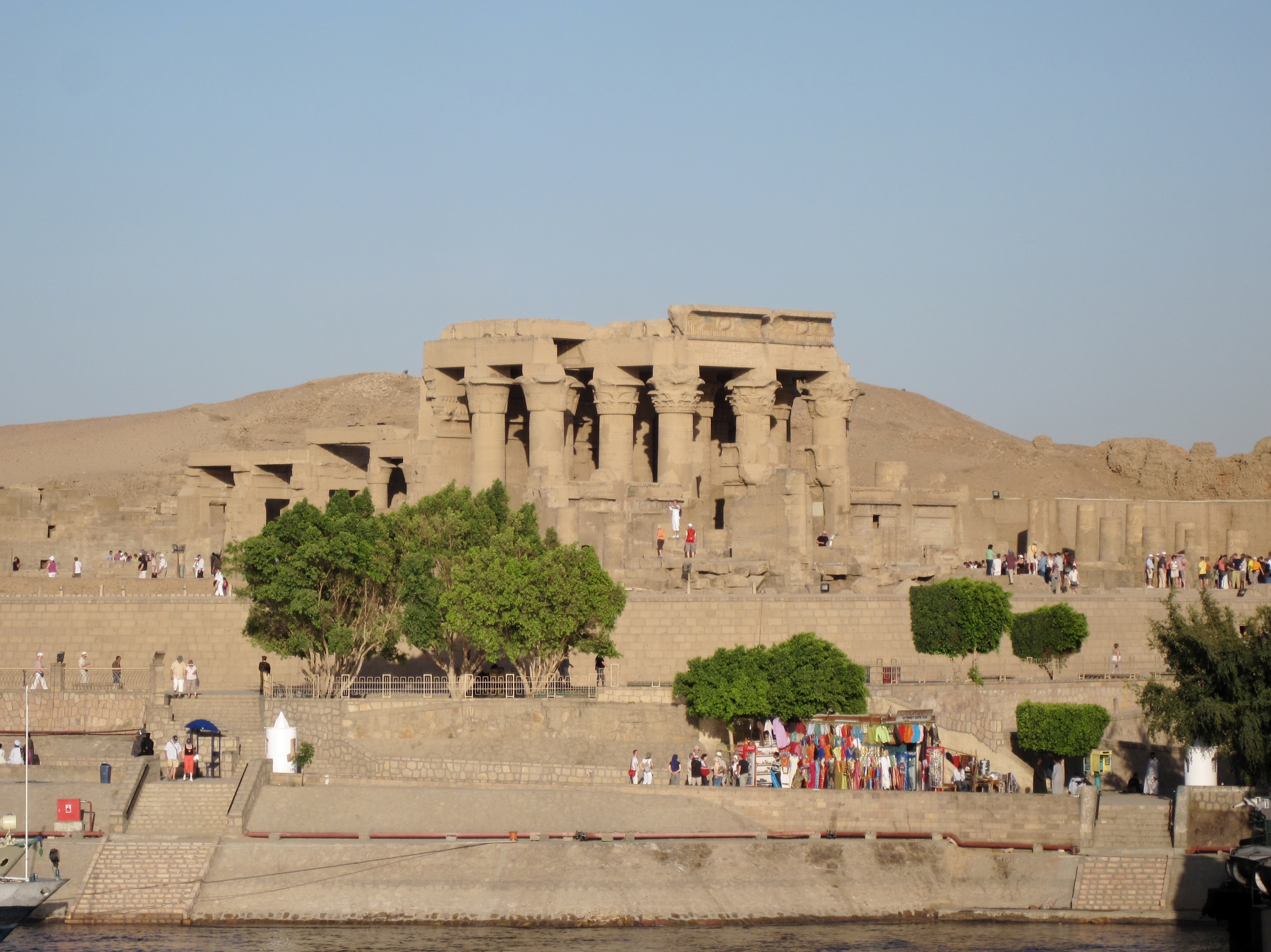
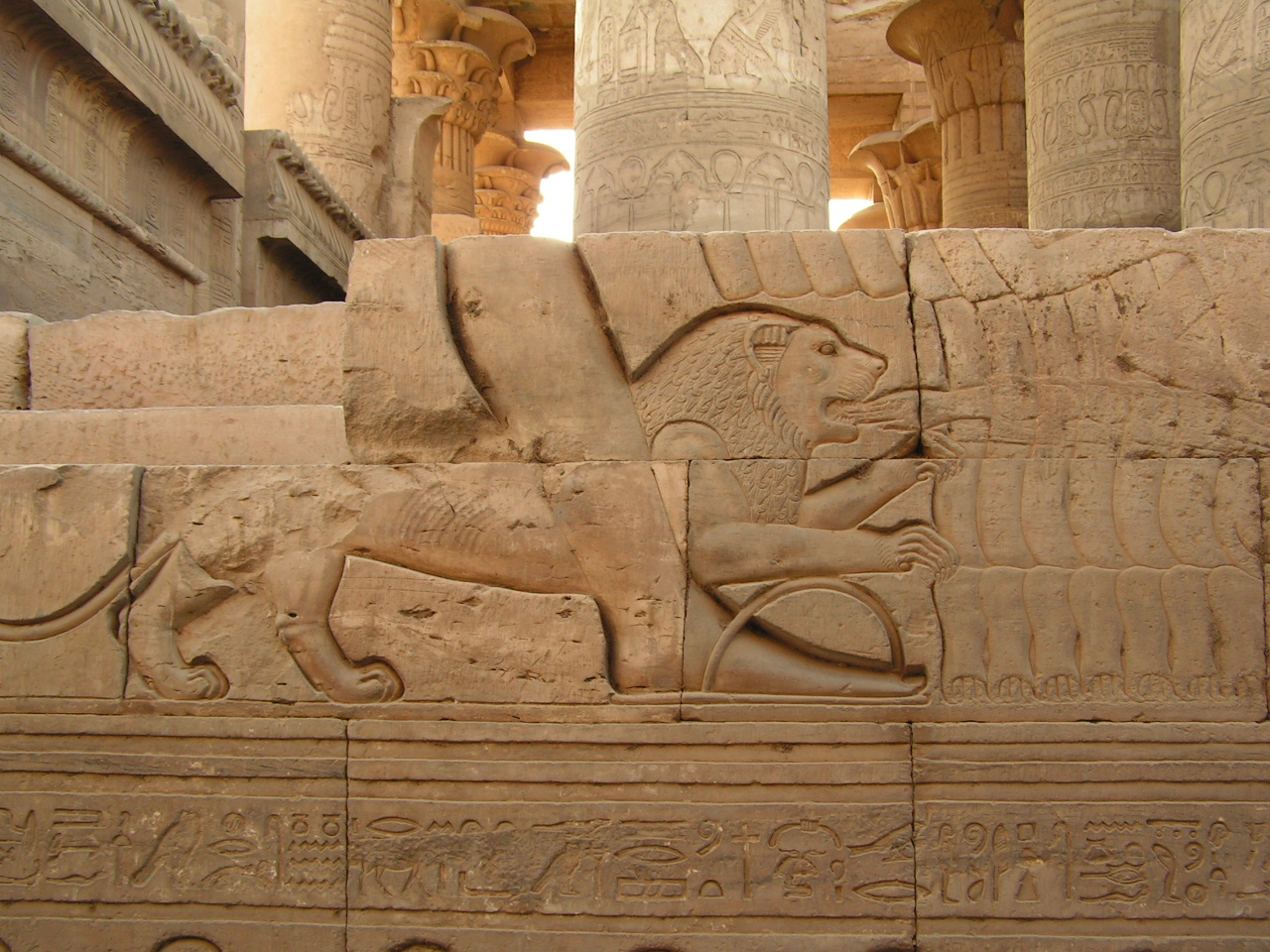
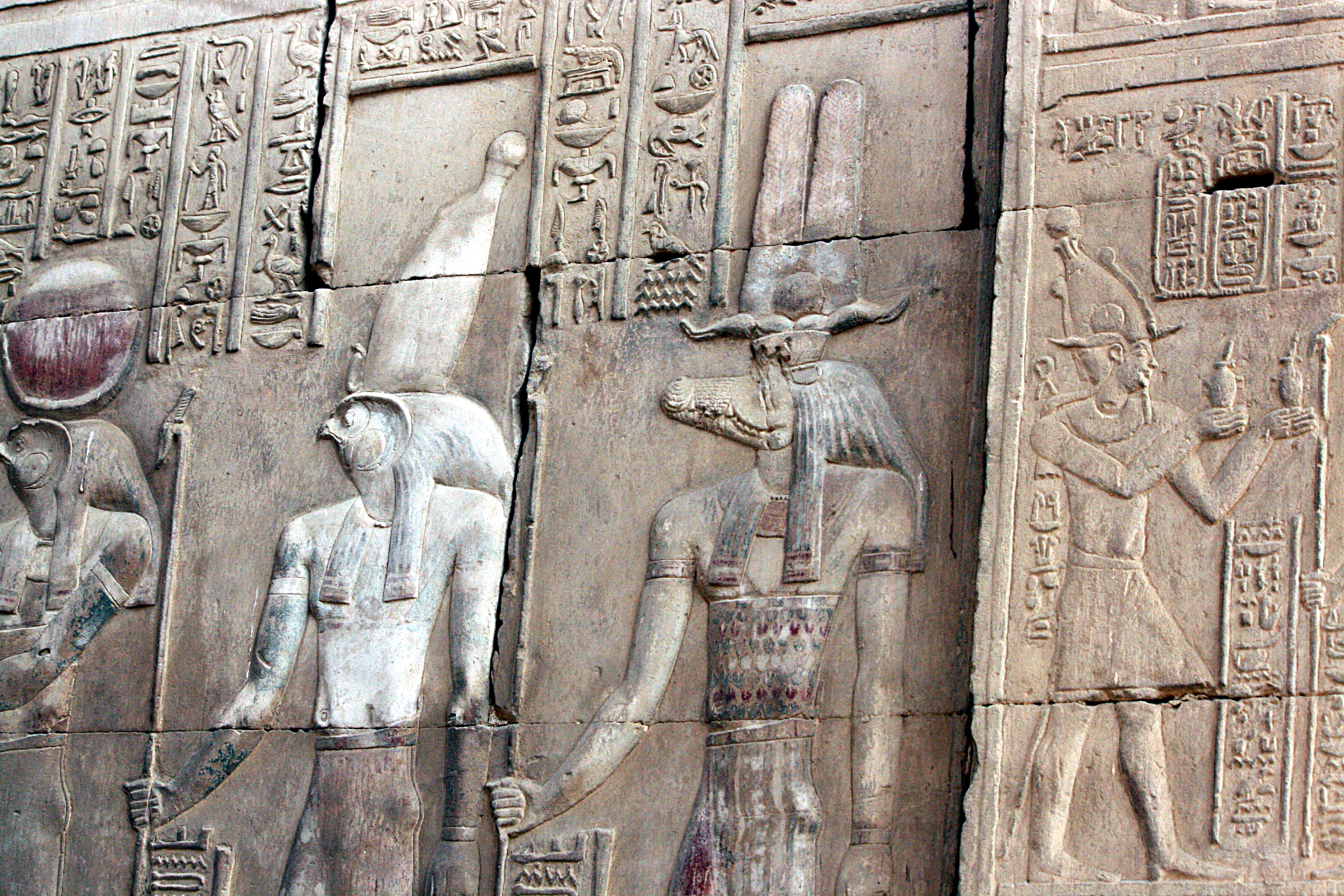
Зображення Гора й Себека на стіні храму Ком-Омбо
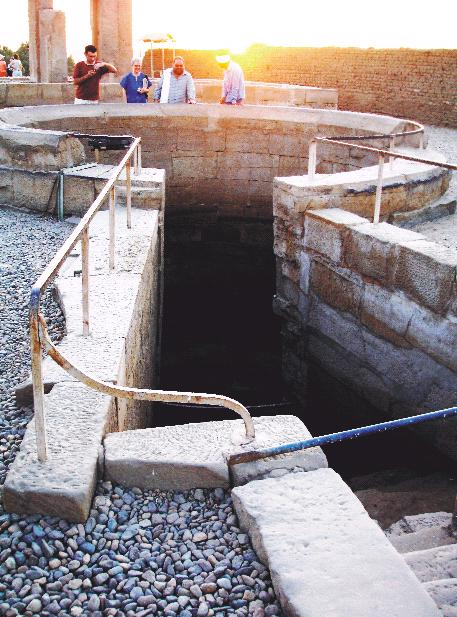
Один з двох ніломірів
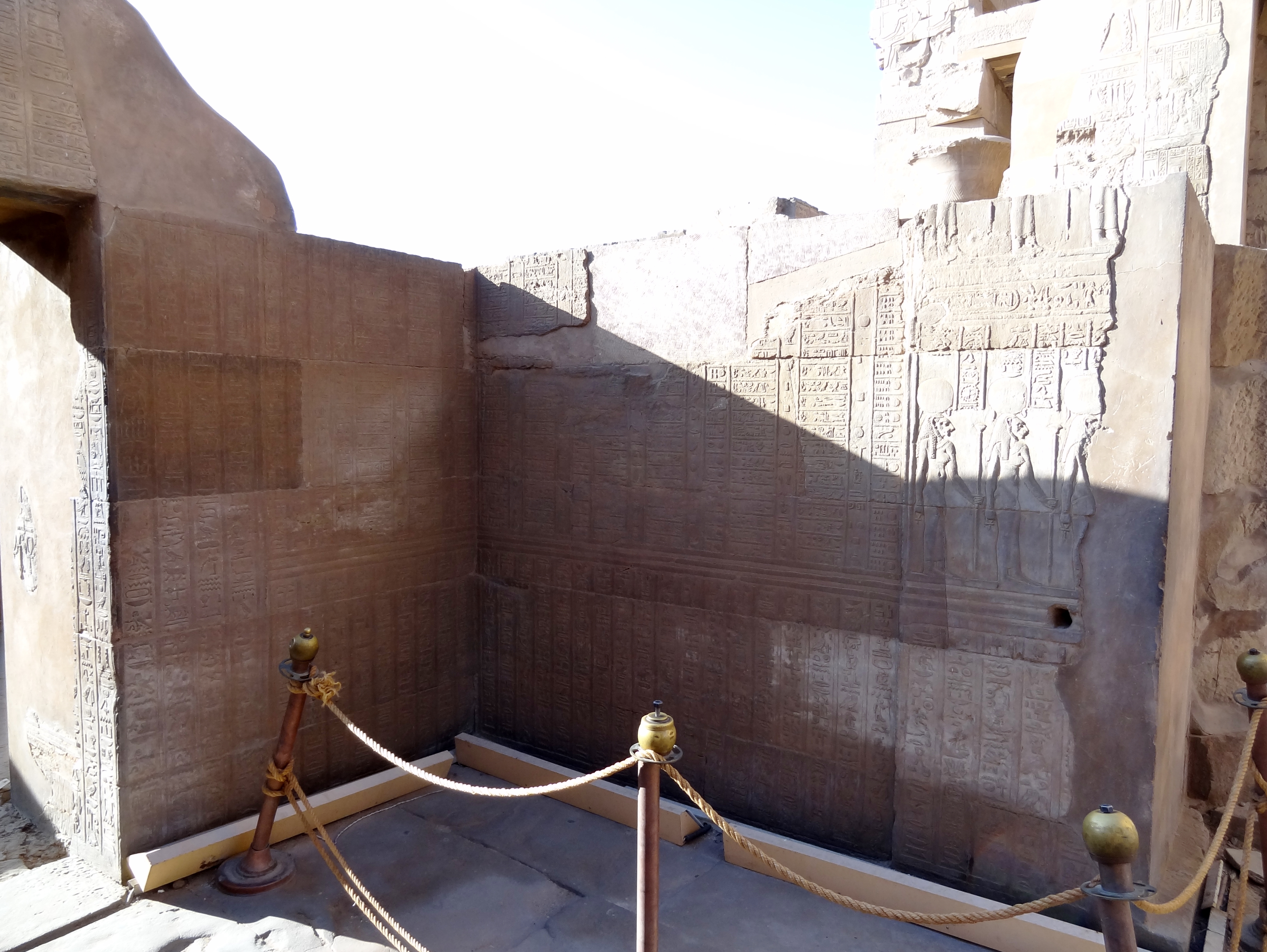
Стіна з календарем
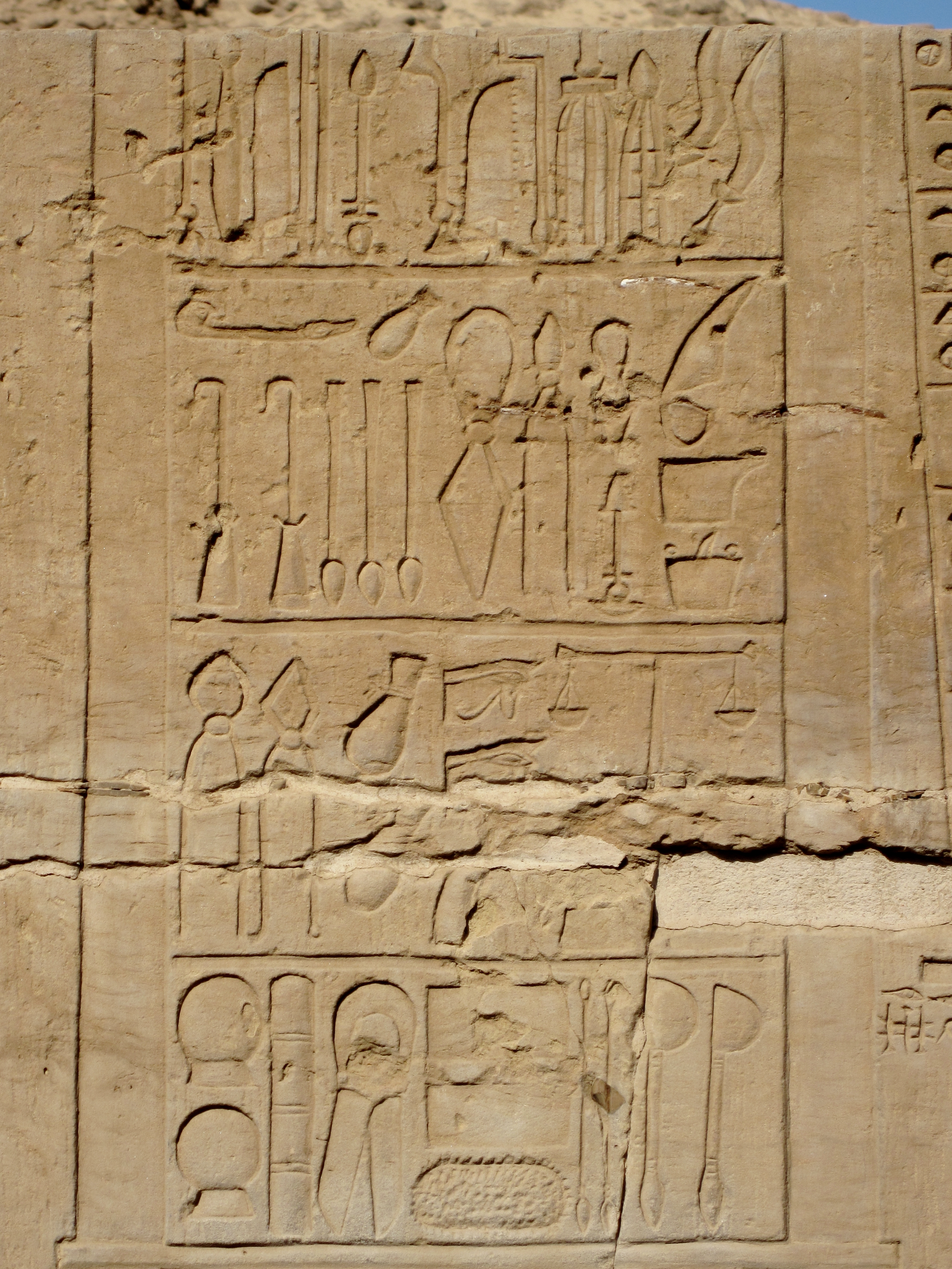
Зображення хірургічних інструментів
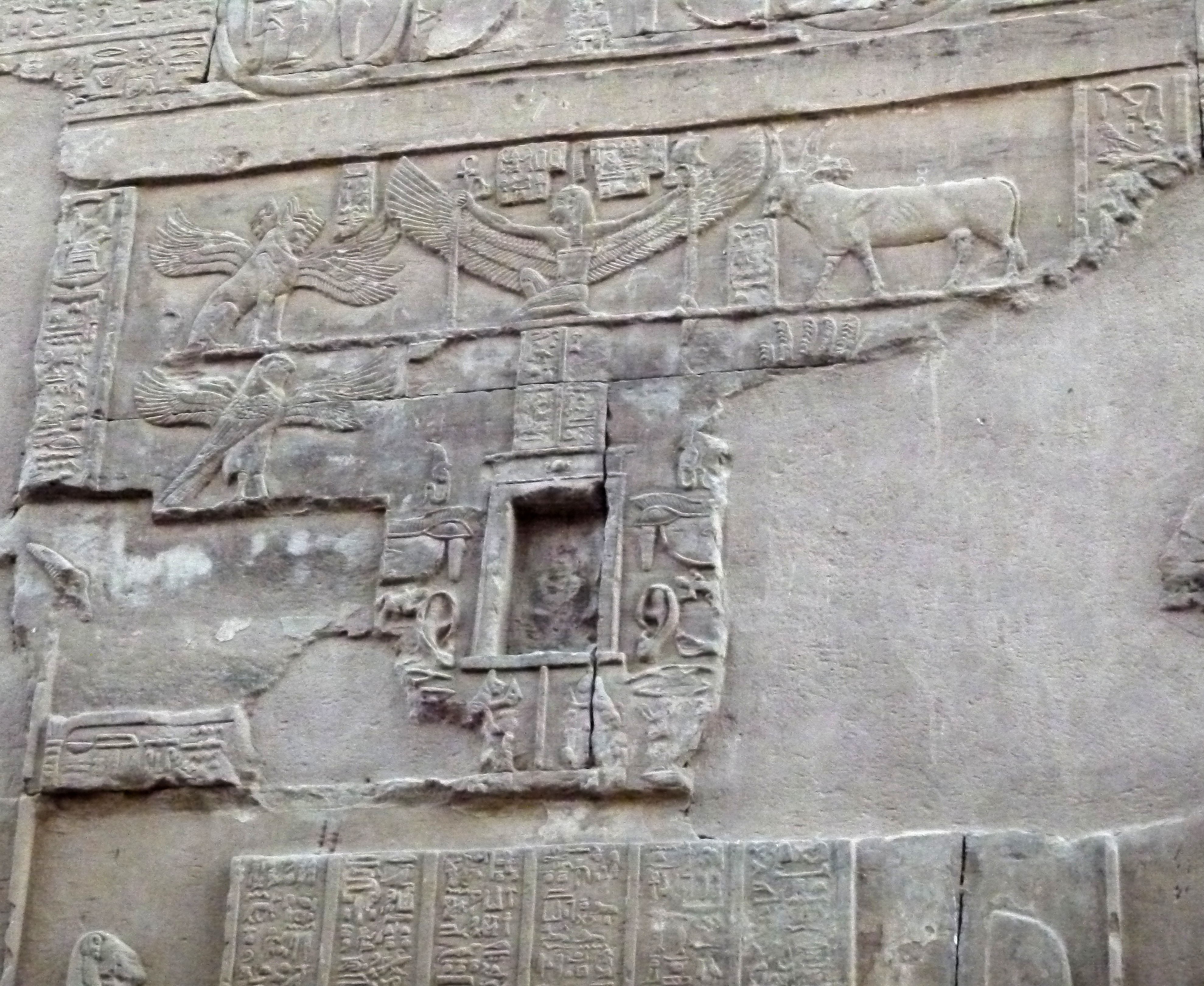
Зображення тетраморфа
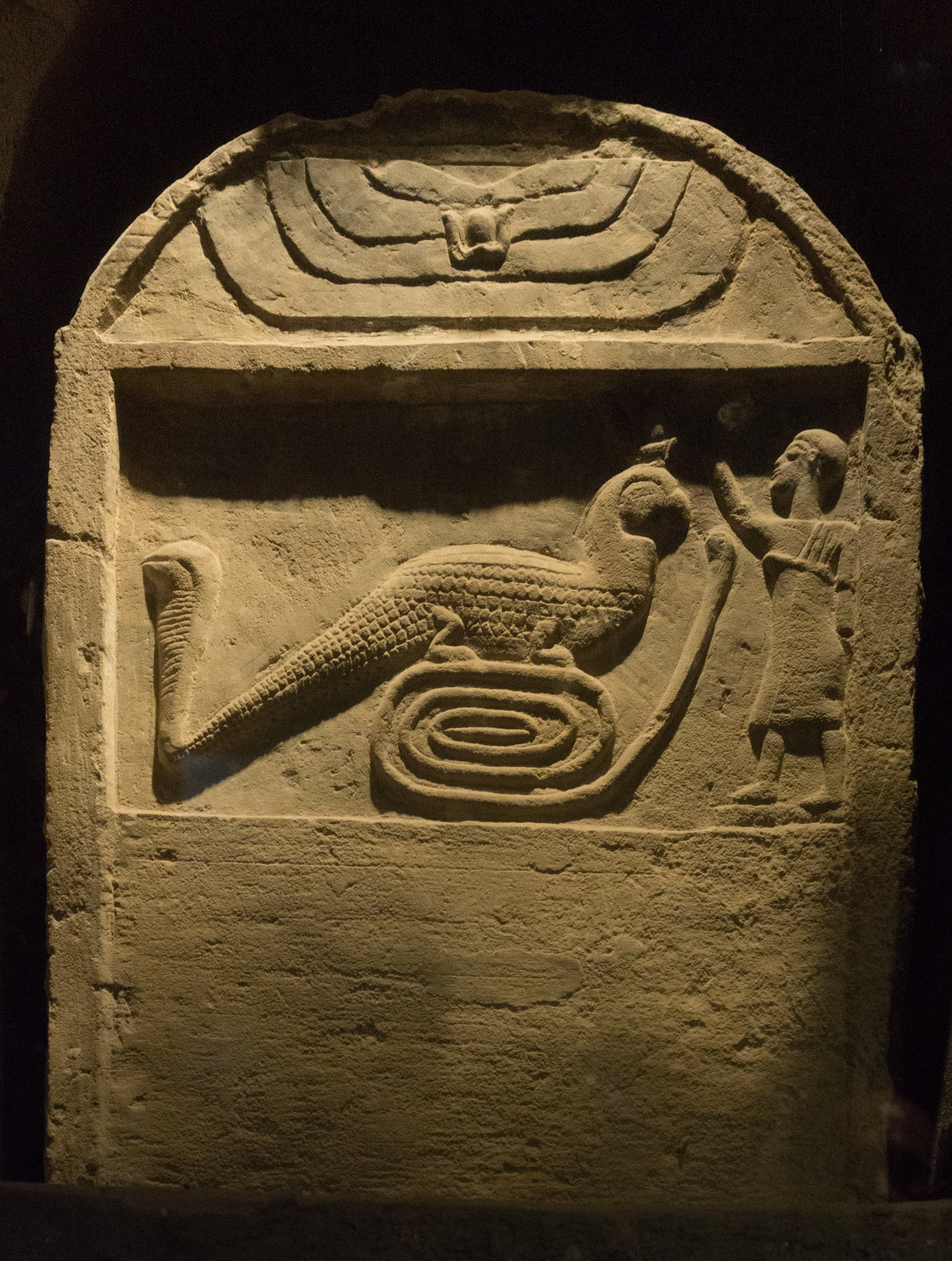
Експонат храмового музею крокодилів
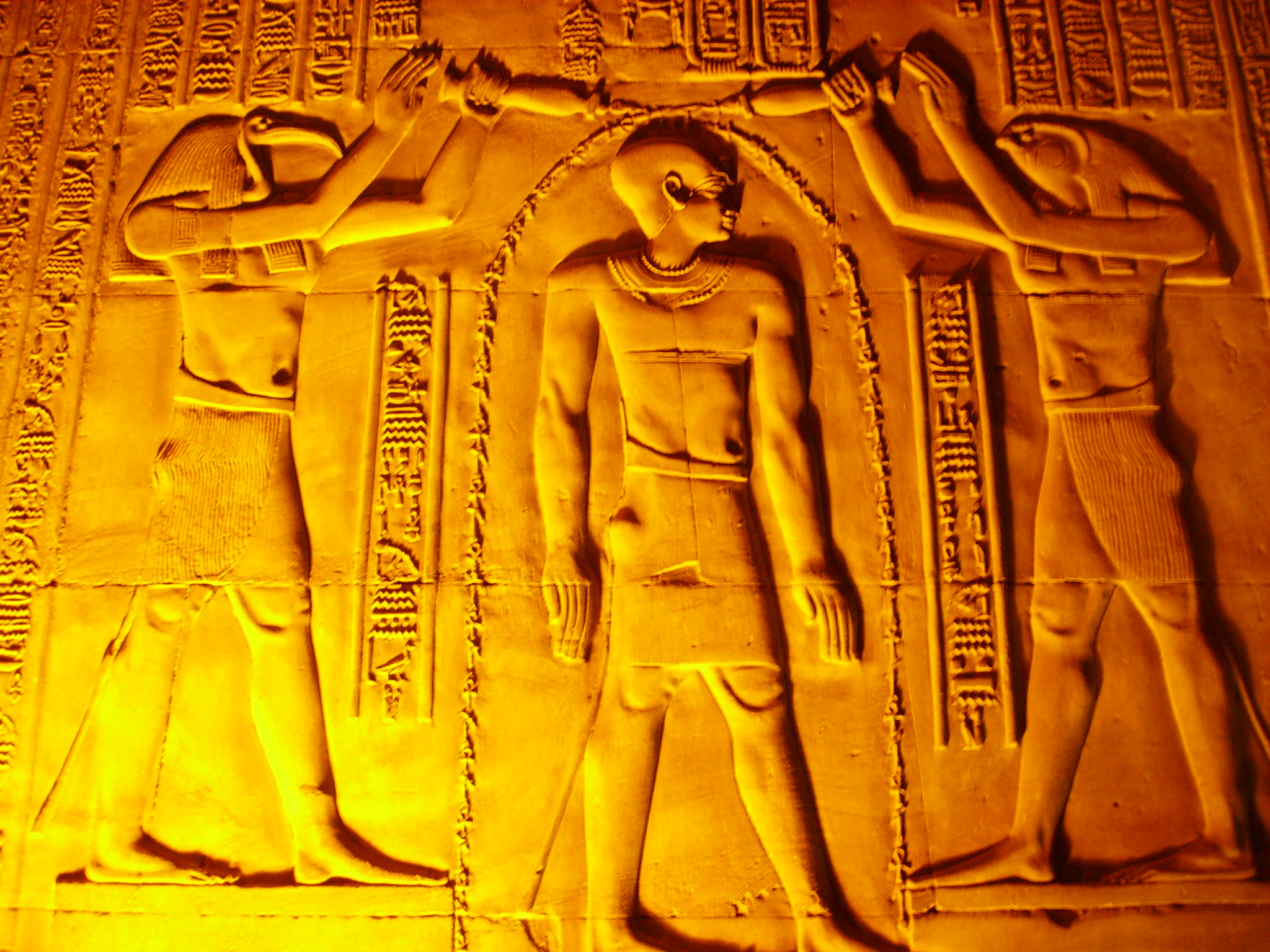
Тот і Гор. Рельєф доби Птолемеїв
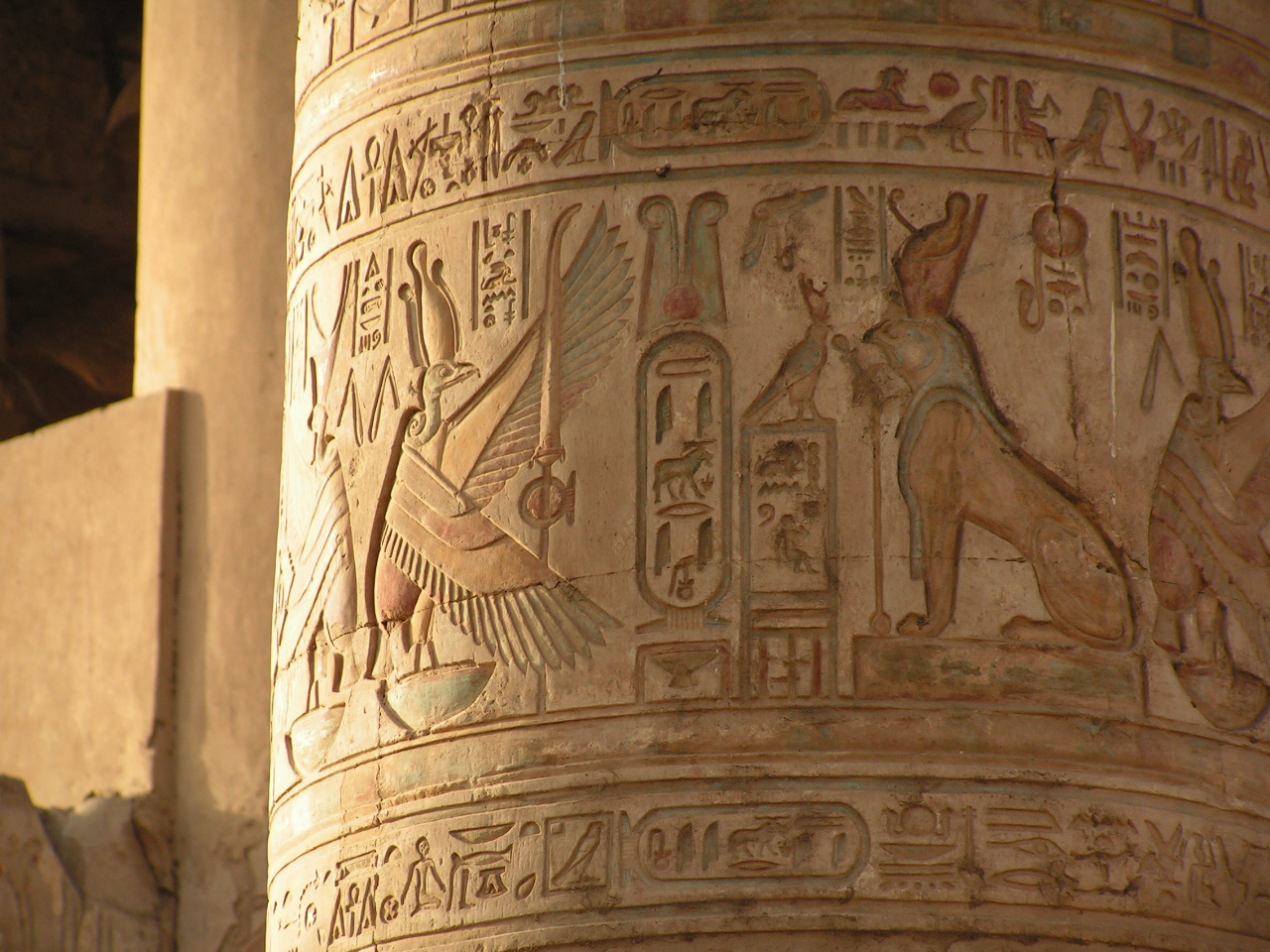
Деталь колони з картушем римського імператора Тиберія.
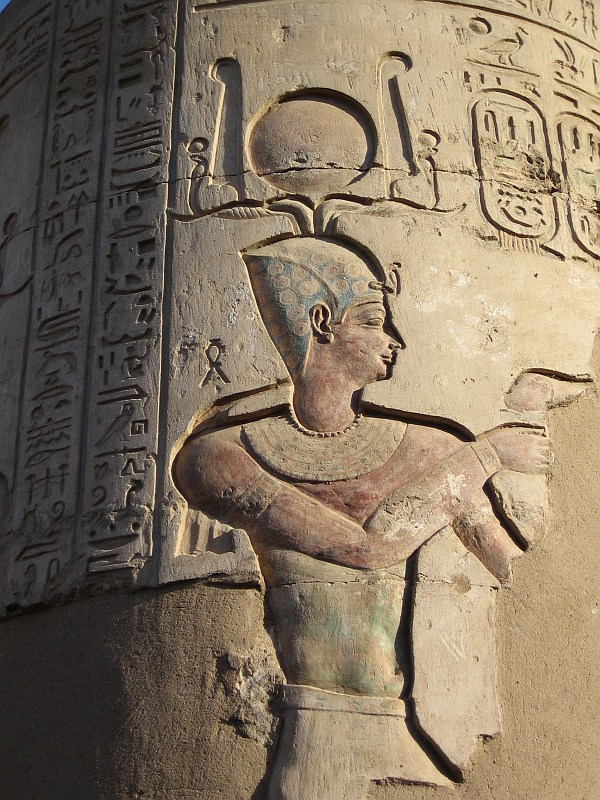
Рельєф у храмі Ком-Омбо

Музей крокодилів та інше

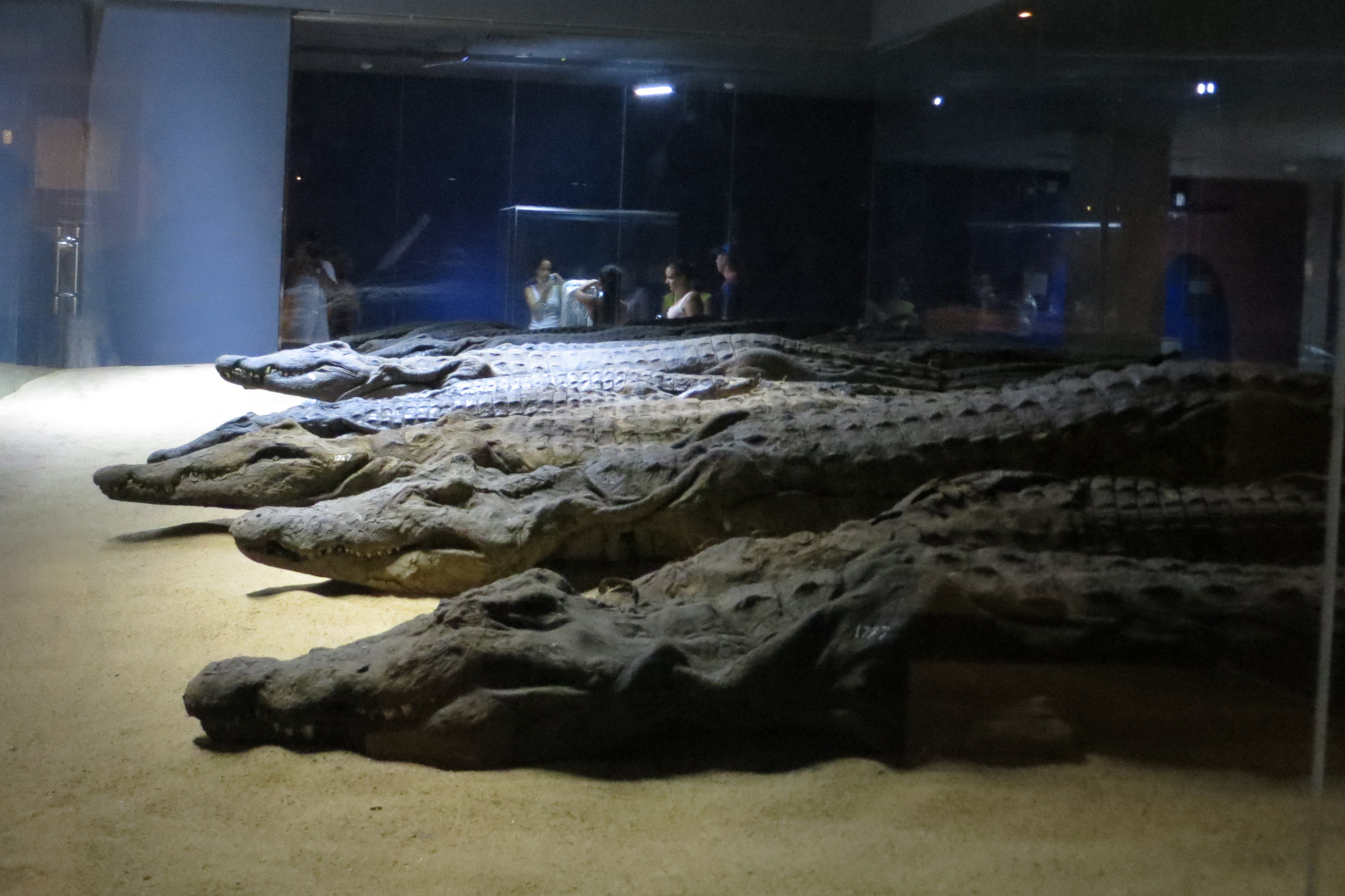
Мумії крокодилів у музеї Ком-Омбо
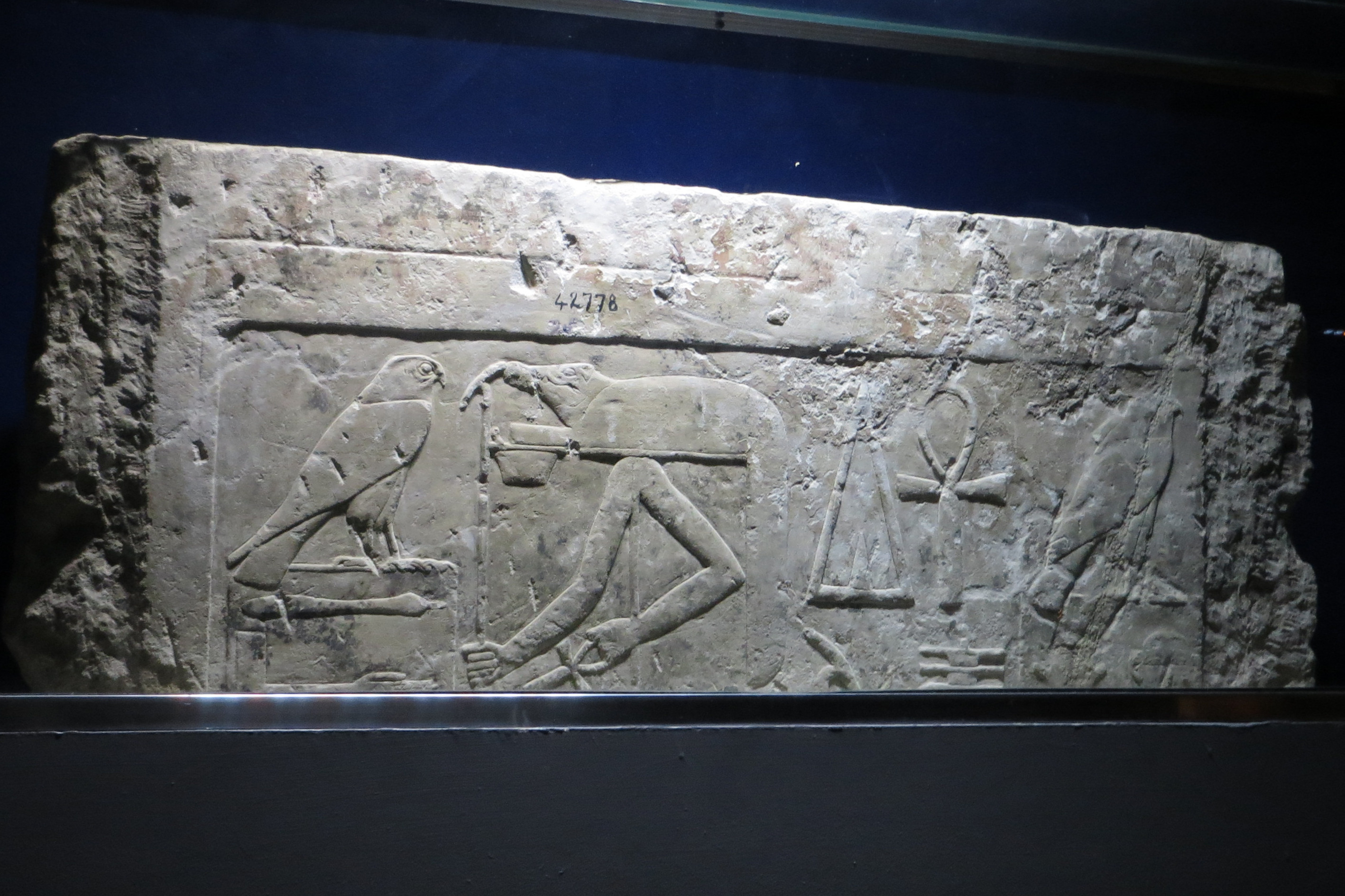
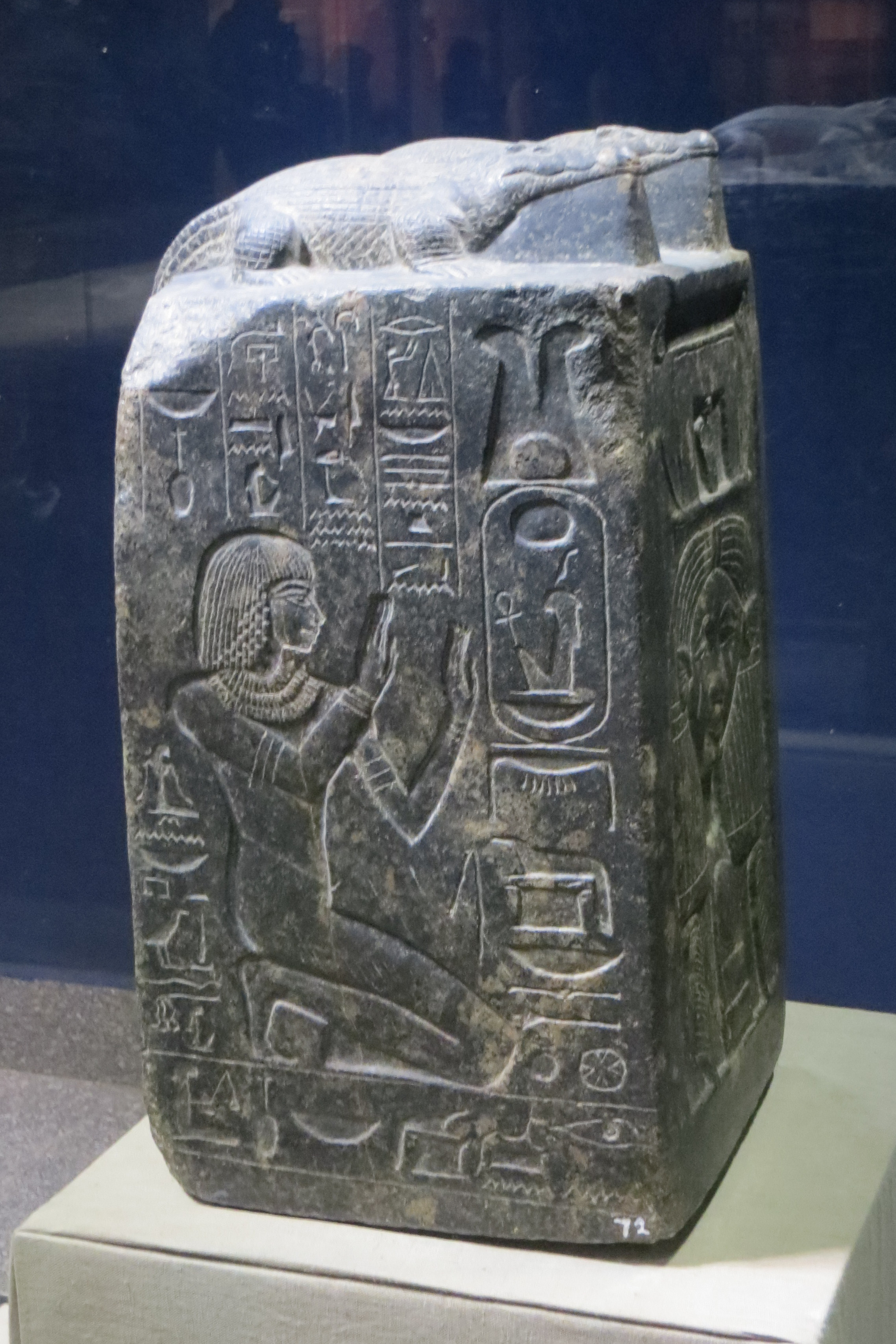
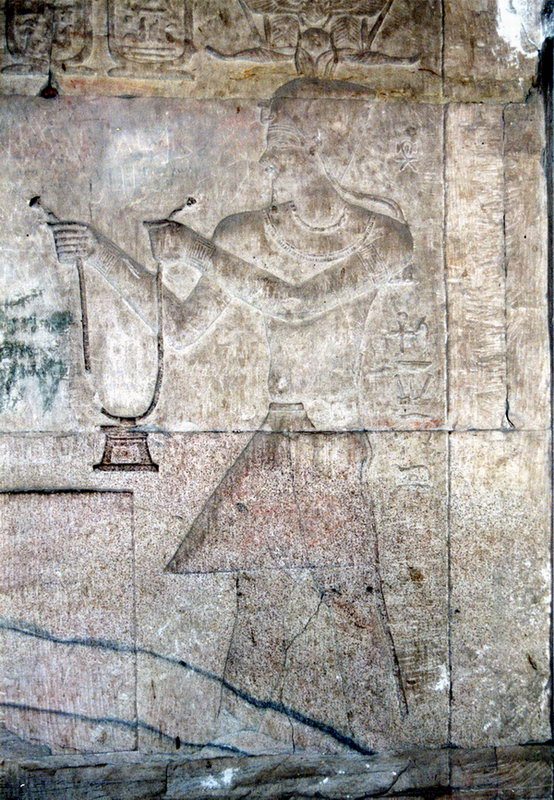
Пектораль
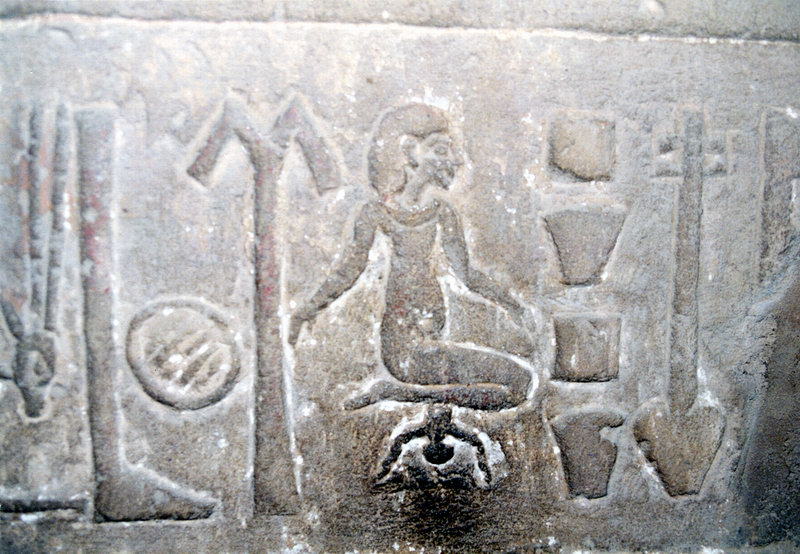
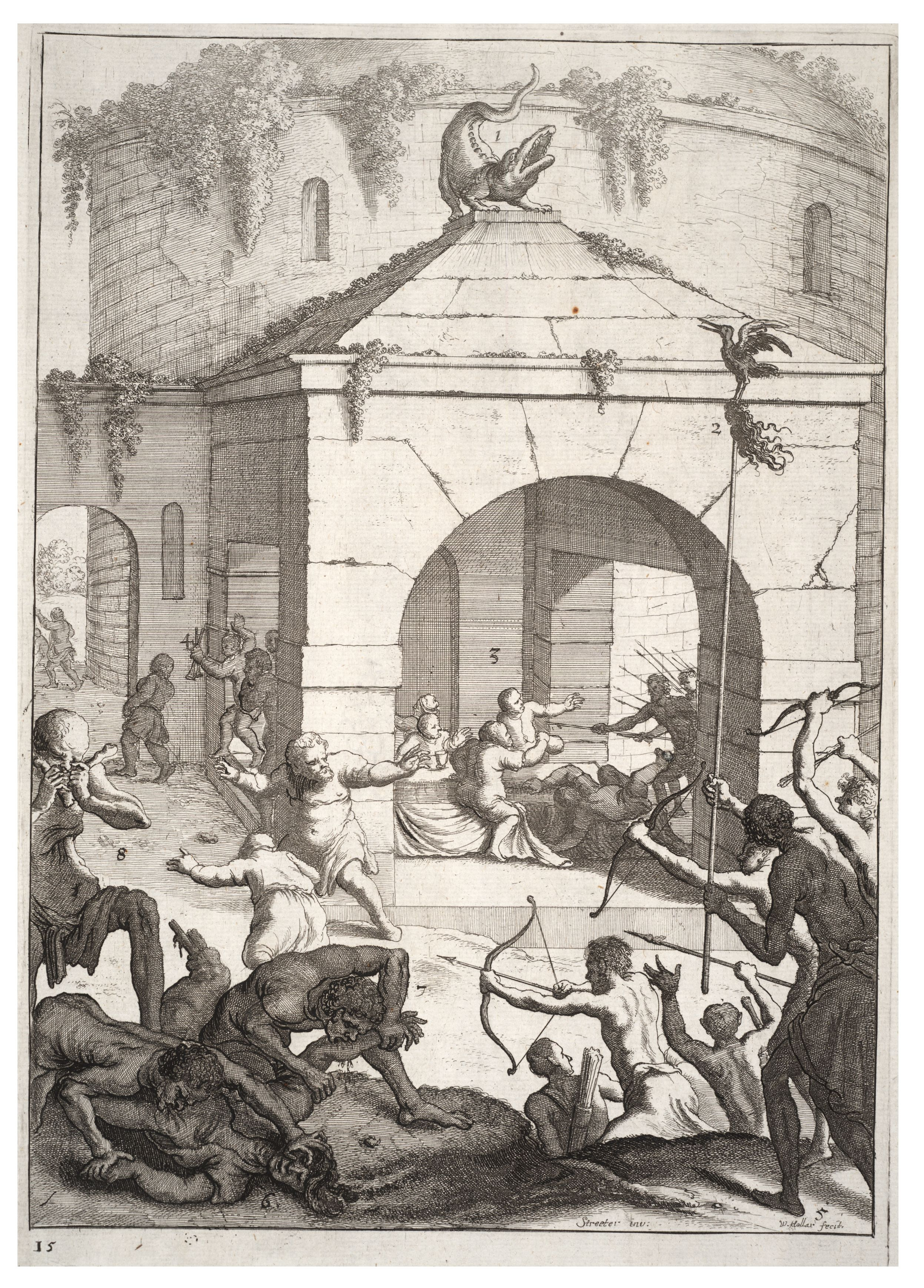
Вацлав Голлар. Бій між жителями Омба й Тентіра (малюнок крейдою). Бл. 1700